# Conus karlschmidti
Espèce
Conus karlschmidti est une espèce fossile de mollusques gastéropodes marins de la famille des Conidae.

## Description
La taille de la coquille atteint 28 mm.

## Distribution
Cette espèce marine n'est connue que comme fossile du Néogène de la République dominicaine.

## Taxonomie

### Publication originale
L'espèce Conus karlschmidti a été décrite pour la première fois en 1917 par la malacologiste américaine Carlotta Joaquina Maury (1874-1938),.